# Culex caribeanus
Culex caribeanus är en tvåvingeart som beskrevs av Galindo och Blanton 1954. Culex caribeanus ingår i släktet Culex och familjen stickmyggor.
Artens utbredningsområde är Panama. Inga underarter finns listade i Catalogue of Life.